# Gottfried (Friesland)
Gottfried († Juni 885 bei Herwen, heute Provinz Gelderland, Niederlande) war ein dänischer Wikingerführer und Herrscher in Friesland.
Im Jahr 879, als die Bedrohung der Herrschaft Karls III. durch die Wikinger massiv wurde, war Gottfried einer der Anführer bei den Einfällen in Flandern und Nordfrankreich. 880 schlug er die Sachsen entscheidend. Gottfried war einer der Anführer der Raubzüge der Wikinger in den Rheinlanden. Kaiser Karl III. zog gegen ihn ins Feld, belagerte ihn, hob die Belagerung aber wieder auf und erkannte seine Herrschaft in Friesland an. Als Gottfried sich taufen ließ, bestätigte Kaiser Karl ihn auch als Herrscher an der Rhein- und Maasmündung und gab ihm Gisela (Gisla) (860/865–907), die Tochter des 869 gestorbenen Königs Lothar II. von Lotharingien (Lotharii Regnum), zur Frau.
Gottfried wurde jedoch in den folgenden Jahren dem mit seinem Herrschaftsgebiet verbundenen Auftrag, der Abwehr der Wikinger, nicht gerecht und verschwor sich darüber hinaus 885 mit seinem Schwager Hugo, Lothars kirchlich nicht anerkanntem Sohn aus zweiter Ehe, der das Reich seines Vaters wiedergewinnen wollte und dem Wikingerführer für den Fall des Sieges die Hälfte des Landes versprach. Daher wurde Gottfried im Juni 885 vom Popponen Heinrich, der selbst ein Jahr später im Kampf gegen die Normannen fiel, bei vorgetäuschten Verhandlungen bei Herwen in der Betuwe erschlagen. Sein Mitverschwörer Hugo wurde wenig später aufgegriffen, geblendet und in die Abtei Prüm gebracht, wo er den Rest seines Lebens verbrachte.
Gottfrieds Ehefrau Gisela war vor dem gewaltsamen Tod ihres Mannes in Sicherheit gebracht worden. Sie ging ins Kloster und wurde Äbtissin in Nivelles und Fosses und starb im Jahr 907.
Gottfrieds Tod bedeutete gleichzeitig das Ende der Herrschaft der Wikinger in Friesland und für mehrere Jahre auch das Ende der Einfälle der Wikinger ins Rheinland.

## Anmerkung
Gottfried wird häufig mit Gottfried Haraldsson, dem Sohn des Königs Harald Klak von Dänemark, verwechselt. Dieser wurde jedoch bereits im Kindesalter im Jahr 826 getauft und wird für das Jahr 855 letztmals urkundlich erwähnt. Damit ist zwar eine Identität der beiden nicht zwingend ausgeschlossen, aber doch sehr unwahrscheinlich.